# 海外天年
海外天年（カイガイ テンネン, 1860年～？）は明治から大正にかけて活躍した日本画家。
京都画壇に属した。

## 経歴
1860年（万延元年)京都で生まれる。生家は京都の商家であった。
その後、京都画壇の大家であった、岸竹堂、鈴木松年に師事した。
1891年に開催された、京都青年絵画共進会において、三等賞を受賞。
1884年に、ニュルンベルクにて開催された、金工万国博覧会にて褒章を受章。
1904年に開催された、第五回内国勧業博覧会にて、褒賞を受賞。
その後も絵画の審査会である、共進会にて数回褒賞を受賞する。
弟子としては、図案家の馬島香春などがあげられる。
日本画家としては、天竜寺にて、鈴木松年らと天井画を共同制作した。
現存するものとしては、京都市中京区にある宮脇売扇庵内の作品があげられる。
また、西陣織の図案を考案し、意匠を凝らした「天年模様鑑」を著す。
「天年模様鑑」は宮内庁にも納められた。
後年は、画壇で求心力を失い、第一線から退いた。

## 著作
- [9]天年模様鑑（明治31年　山田芸術堂）
- [10]天年百鶴（明治34年　山田芸術堂）
- [11]天年画影（明治34年　光村写真部）